# Фетіндія
Фетіндія (рум. Fetindia) — село у повіті Селаж в Румунії. Входить до складу комуни Месешеній-де-Жос.
Село розташоване на відстані 383 км на північний захід від Бухареста, 5 км на південний захід від Залеу, 60 км на північний захід від Клуж-Напоки.

## Населення
За даними перепису населення 2002 року у селі проживали 165 осіб, з них 163 особи (98,8%) румунів. Усі жителі села рідною мовою назвали румунську.